# Cubanops armasi
Cubanops armasi là một loài nhện trong họ Caponiidae.
Loài này thuộc chi Cubanops. Cubanops armasi được Sánchez-Ruiz, Platnick en Dupérré miêu tả năm 2010.